# 勇敢愛之末日來電
《勇敢愛之末日來電》，2012年上映的微電影。是一部愛情片。由陳喬恩、朱梓驍領銜主演。葉念琛執導，優酷網、天娛傳媒、聯想集團聯合出品，是《美好2012·勇敢愛》系列微電影的首部作品，於2012年7月17日在香港開機拍攝，2012年8月23日七夕節上線播映，入選第四届中國國際新媒體短片節金鵬獎 網絡競賽單元——最佳網絡短片 （页面存档备份，存于）。

## 概要
|            | 末日來臨，勇敢愛 |
| ——宣傳海報 |                  |

## 故事介紹
主要講述了遭遇「小三危機」的阿寶（陳喬恩 飾）與男友家明（陳安立 飾）被迫分手後，又趕上了「世界末日」的到來，只剩下三通電話可以撥出機會，陳喬恩竟意外在通話中得知了小三的真正身份，極度震驚、痛心之時邂逅了「從天而降」的阿偉（朱梓驍 飾），一場曲折、離奇的愛情故事勇敢上演。

## 演員表
| 演員   | 角色         | 角色介紹       |
| 陳喬恩 | 阿 寶        |                |
| 朱梓驍 | 阿 偉        |                |
| 陳安立 | 家 明        | 阿寶的前男友。 |
| 倪晨曦 | 琪 琪        | 阿寶的好姐妹。 |
| 钟景辉 | 50年后的阿伟 |                |
| 林小湛 | 50年后的阿宝 |                |

## 歌曲
- 主題曲：
  - 〈他不愛我〉 - 張杰（OT:莫文蔚 - 《他不愛我》）

（填詞：楊立德、作曲：陳小霞、編曲：王豫民）

## 演職人員
- 出品人：古永鏘、張勇、龍丹妮
- 總策劃：魏明
- 總監制：盧梵溪、馬昊
- 導演：葉念琛
- 領銜主演：陳喬恩、朱梓驍

## 外部連結
- 優酷網上的「勇敢愛之末日來電」
- 豆瓣电影上《勇敢愛之末日來電》的資料 （简体中文）
- 时光网上《勇敢愛之末日來電》的資料（简体中文）